# 匙指短浆蟹
匙指短浆蟹（学名：Thalamita stephensoni）为梭子蟹科短浆蟹属的动物。分布于夏威夷、萨摩亚群岛、美拉尼西亚、新乔治亚岛、马达加斯加以及中国大陆的海南岛等地，生活环境为海水，常栖息于珊瑚礁丛中。